# 外雙溪快速道路
外雙溪快速道路，早期稱為外雙溪沿河快速道路，民間又稱雙溪快，是台灣台北市一條暫緩施作的快速道路，屬東西聯絡道路，計畫從洲美快速道路福國交流道南側起，往西沿雙溪施作，至故宮博物院前銜接新天母快速道路，總長5.8公里。評估該條快速道路完工後，可解決士林中正路一帶的交通瓶頸。

## 路線走向

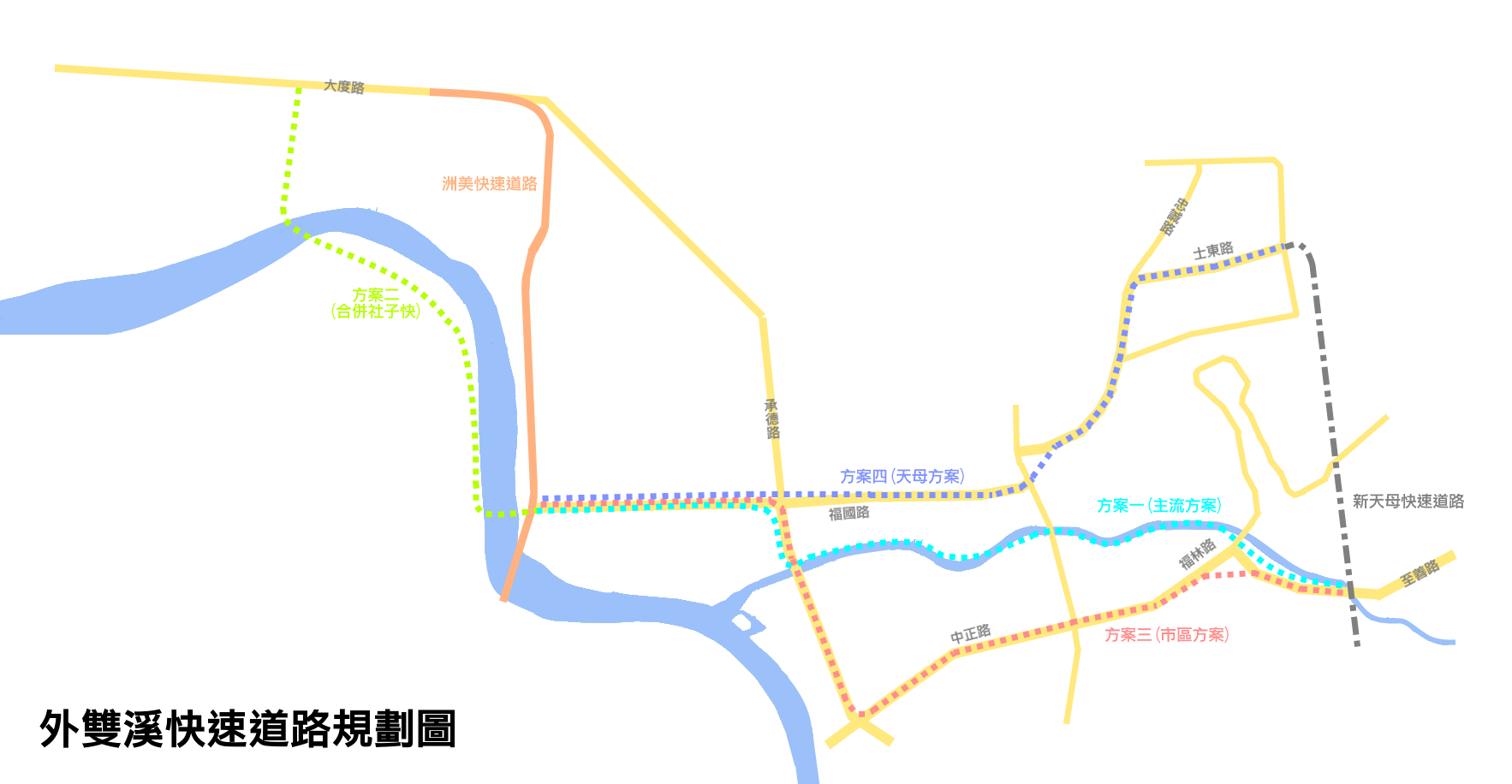
原外雙溪快速道路的四種規劃路線走向，其中方案二由社子快速道路合併

台北市政府所委託的工程顧問公司曾為外雙溪快速道路進行評估，其中提出四大方案。

### 方案一
本方案自至善路接新天母快速道路側起，近至善路望星橋，沿雙溪兩側之堤防上興建單層單向兩車道之高架橋向西行，並於承德路附近併行後，其中主線以單層雙向四車道之高架方式沿福國路延伸再銜接洲美快速道路，或直接與福國路平面銜接利用洲美快速道路的福國交流道匯入洲美快。此外於承德路口設有支線，將沿承德路北行並於文林北路口降為平面形式。

### 方案二
方案二大致與方案一相同，然西面終點段變為高架形式跨越洲美快速道路、基隆河，並沿社子島北面堤防延伸至關渡貴水二溪轉入關渡平原，並於大度路設快速道路終點。

### 方案三
方案三起自至善路與新天母快速道路之交會，沿至善路、福林路、中正路以雙層單向高架鋪設，抵達百齡橋後北轉承德路改為單層雙向，並抵達福國路口後沿福國路連接洲美快速道路。

### 方案四
方案四自東山路與新天母快速道路交會起，沿士東路、忠誠路、福國路向西銜接洲美快速道路。

## 歷史
1995年，台北市政府工務局新建工程處委託亞聯工程顧問股份有限公司完成《外雙溪沿河快速道路新築工程先期規劃》研究報告。
1999年，馬英九市府與因民眾對天母快速道路意見分歧，於是決定先行施作洲美快速道路與外雙溪快速道路。唯外雙溪快速道路沿線居民認為此項建設可能破壞芝山岩文化史蹟及雙溪河岸景觀，並降低生活品質。市政府評估後，認為尚可利用重慶北路交流道經國道1號至東湖交流道間進出之匝道與市區道路銜接，亦可利用已完工之洲美快速道路經環河北路與市民大道連接，因此暫緩建設計畫。隔年，雙溪快與天母快速道路，東側山區快速道路同時進行環境影響評估。2001年，馬英九市府重新評估天母地區的交通急迫性，宣布主要推行天母快速道路，並延後外雙溪快速道路、東側山區快速道路的興建時程。:p16
2006年，郝龍斌市府交通局宣示台北市不會再另外興建快速道路，外雙溪快速道路、天母快速道路等兩條規劃中的快速道路隨即暫緩辦理。
2010年，配合「國土綜合計畫」、「愛台十二建設」提出，台北市政府重新提出興建天母快與外雙溪快兩條快速道路，不過隨後進度便無下文。

## 外部連結
- 台北市政府工務局施政成果暨現階段重要工作 （页面存档备份，存于）